# Рудник Накеті (SMT)
Рудник Накеті (SMT) — гірничодобувний майданчик у Меланезії на острові Нова Каледонія (заморське володіння Франції), що належить компанії Société des Mines de la Tontouta (SMT) із Groupe Ballande.
Розробка нікелевих покладів у районі Накеті почалась вже у 1874 році — лише на рік пізніше за появу першої новокаледонської нікелевої копальні в Mont Dore. Роботи тут могли провадити різні компанії, зокрема з 1959-го в Накеті має свій видобувний майданчик Société des Mines de Nakety, яка є дочірньою компанією SMT (також має на Новій Каледонії рудники Кап-Бокаж, Богота та Каала).
Розробка ведеться відкритим способом з використанням щонайменше двох кар'єрів «Plateau» та «Lucienne», а вивіз руди здійснюється автотранспортом до пункту відвантаження на узбережжі затоки Накеті-Бей (можливо відзначити, що дорожна та портова інфраструктура використовується спільно з компанією SMSP, яка теж має у Накеті свій рудник).
Продукція відправляється на експорт, при цьому певний час головним споживачем руди виступав металургійний майданчик у австралійському Таунсвіллі (закуповував новокаледонську руду з кінця 1980-х до свого закриття у 2016-му).
Є відомості, що у 2021-му рудник видав 393 тисячі тонн руди.
На тлі боротьби корінних мешканців Нової Каледонії за самоврядування/незалежність копальня могла ставати ціллю нападів, під час яких пошкоджують чи підпалюють техніку та споруди. Зокрема, такі напади відбулись у 2014 та 2018 роках.